# Lucido Maria Parocchi

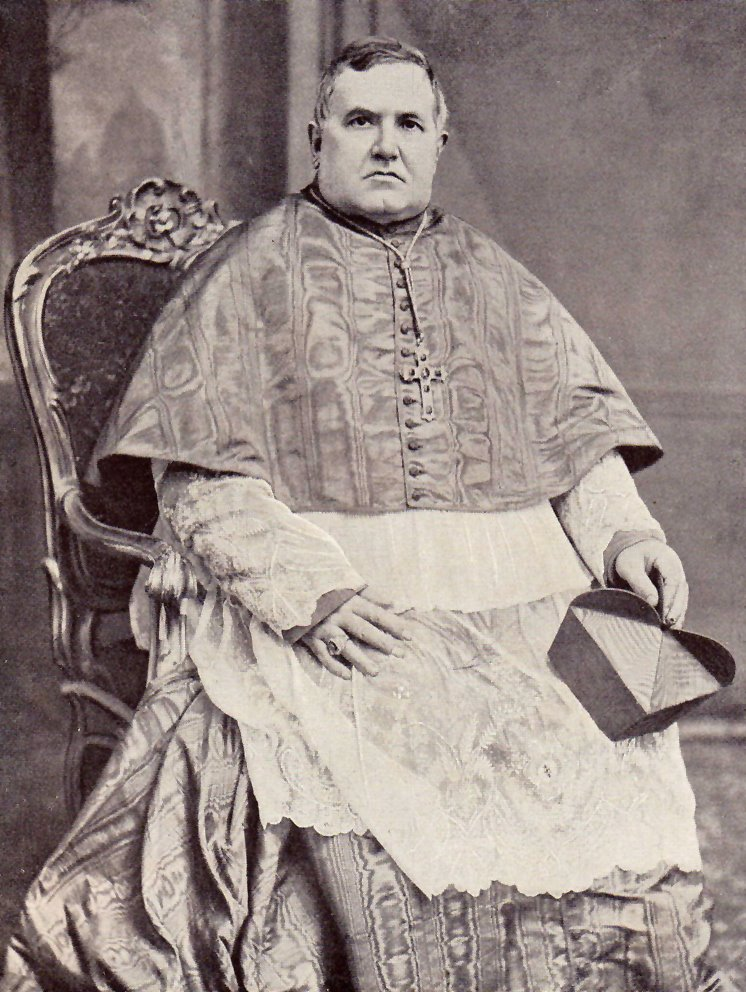
Lucido Maria Kardinal Parocchi (um 1880)

Lucido Maria Kardinal Parocchi (* 13. August 1833 in Mantua; † 15. Januar 1903 in Rom) war ein Kurienkardinal der Römischen Kirche.

## Leben und Wirken

Kardinalswappen

Im Jahre 1871 wurde Parocchi zum Bischof von Pavia ernannt. Die Bischofsweihe spendete ihm am 5. November desselben Jahres der Kardinaldekan und Sekretär der Kongregation der römischen und allgemeinen Inquisition, Costantino Kardinal Patrizi Naro. Die Ausübung des Amtes wurde jedoch unmöglich gemacht.
Parocchi war von 1877 bis 1882 Erzbischof von Bologna. Papst Pius IX. nahm ihn am 22. Juni 1877 in das Kardinalskollegium auf. Drei Tage darauf folgte seine Ernennung zum Kardinalpriester der Titelkirche San Sisto. 1884 wurde er Kardinalpriester der Titelkirche Santa Croce in Gerusalemme, 1889 zum Kardinalbischof von Albano erhoben wurde Kardinal Parocchi 1896 Kardinalbischof von Porto e Santa Rufina. Von 1896 bis 1903 hatte der Kardinal das Amt des Sekretärs der Heiligen Inquisition inne.
Er war von 1884 bis 1899 Kardinalvikar für das Bistum Rom und Kämmerer des Heiligen Kardinalskollegiums im Jahre 1888.
Parocchi nahm am Konklave von 1878, das Papst Leo XIII. wählte, teil.